# Noordelijk Min
Het Noordelijk Min (Chinees: Minbei, 闽北/閩北) is een subtaal van het Min, een Chinese taal. Minbei wordt rond de stad Jian'ou in de provincie Fujian gesproken. De meerderheid van de sprekers van deze groep van dialecten woont in de Chinese provincie Fujian. Minbei wordt ook in de provincie 
Zhejiang gesproken. De anderen dialecten van Min horen bij het Minnan, een andere groep van dialecten.
- Sino-Tibetaanse talen
  - Chinese talen
    - Min (taal)
      - Noordelijk Min